# Ritterkreuz des Eisernen Kreuzes
Das Ritterkreuz des Eisernen Kreuzes (auch Ritterkreuz zum Eisernen Kreuz genannt) war eine Abstufung des Eisernen Kreuzes, das am 1. September 1939, anlässlich des Überfalls auf Polen, von Adolf Hitler neu gestiftet wurde. Das Ritterkreuz wurde über 8000-mal verliehen, darüber hinaus wurden im Laufe des Krieges zusätzliche Stufen eingeführt. Während der Zeit des Nationalsozialismus galten die Inhaber des Ritterkreuzes, die „Ritterkreuzträger“, als Helden und genossen ein durch die NS-Propaganda verstärktes Höchstmaß an Ansehen und Popularität; nicht selten besaßen sie sogar eigene Autogrammkarten. Sie besuchten Schulen und hielten Vorträge auf Veranstaltungen der Hitlerjugend, ihre öffentlichen Auftritte waren stets von großen Ehrungen begleitet. Neben Fliegerassen und U-Boot-Fahrern sollten Heranwachsenden vor allem „Ritterkreuzträger“ als heroische Vorbilder dienen.
Das Bild der „Ritterkreuzträger“ wurde bis in die 1990er-Jahre hinein durch die einschlägigen Publikationen aus dem Umfeld der Ordensgemeinschaft der Ritterkreuzträger (OdR) bestimmt, die zudem über gute Kontakte zu Bundeswehr und Politik verfügte.

## Allgemein

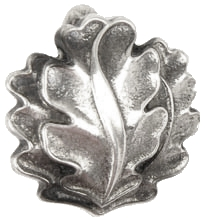
Detailaufnahme des Eichenlaubs
Eichenlaub mit Schwertern (Godet L50)
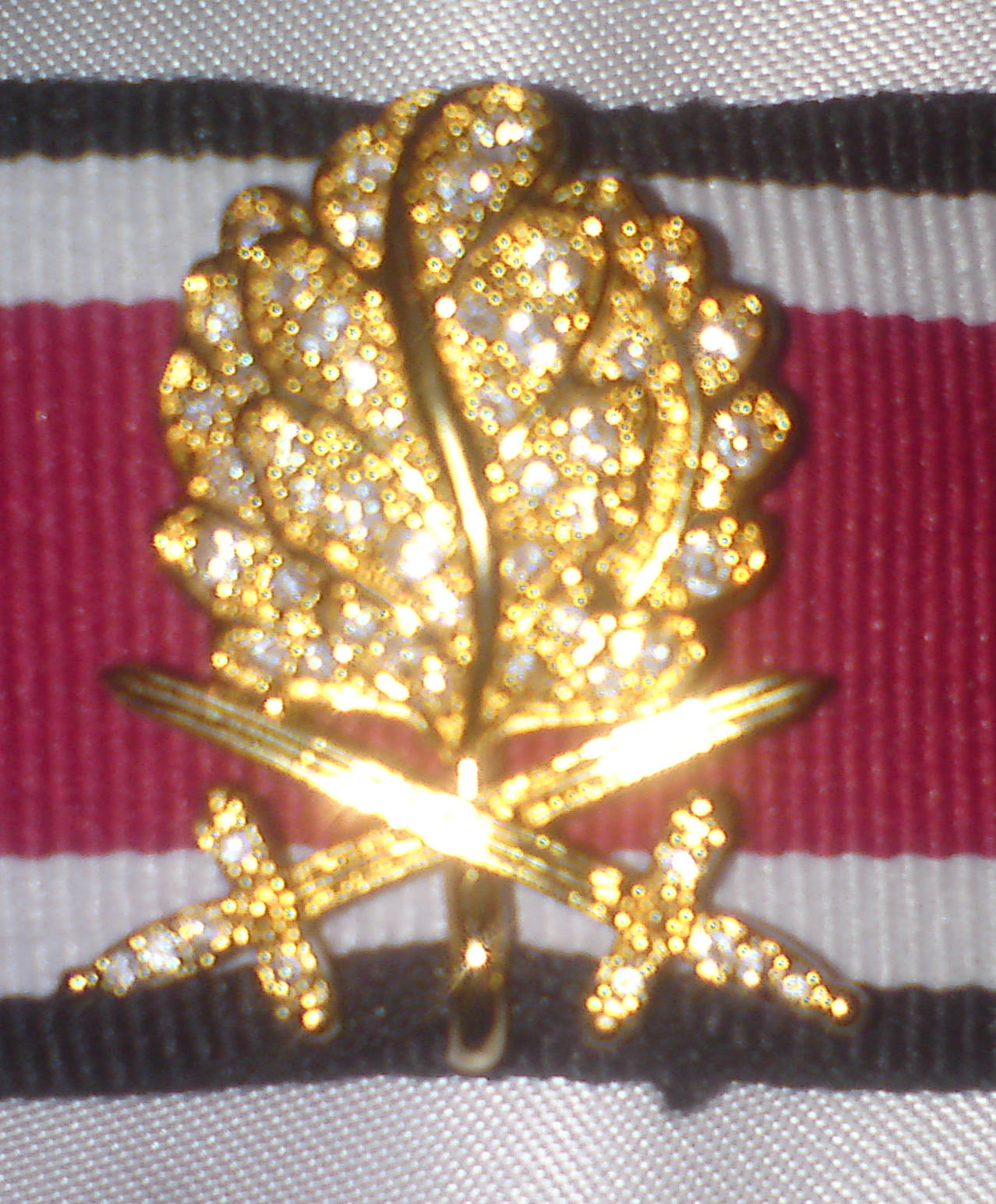
Detailaufnahme Goldenes Eichenlaub mit Schwertern und Brillanten, Fertigung Otto Klein
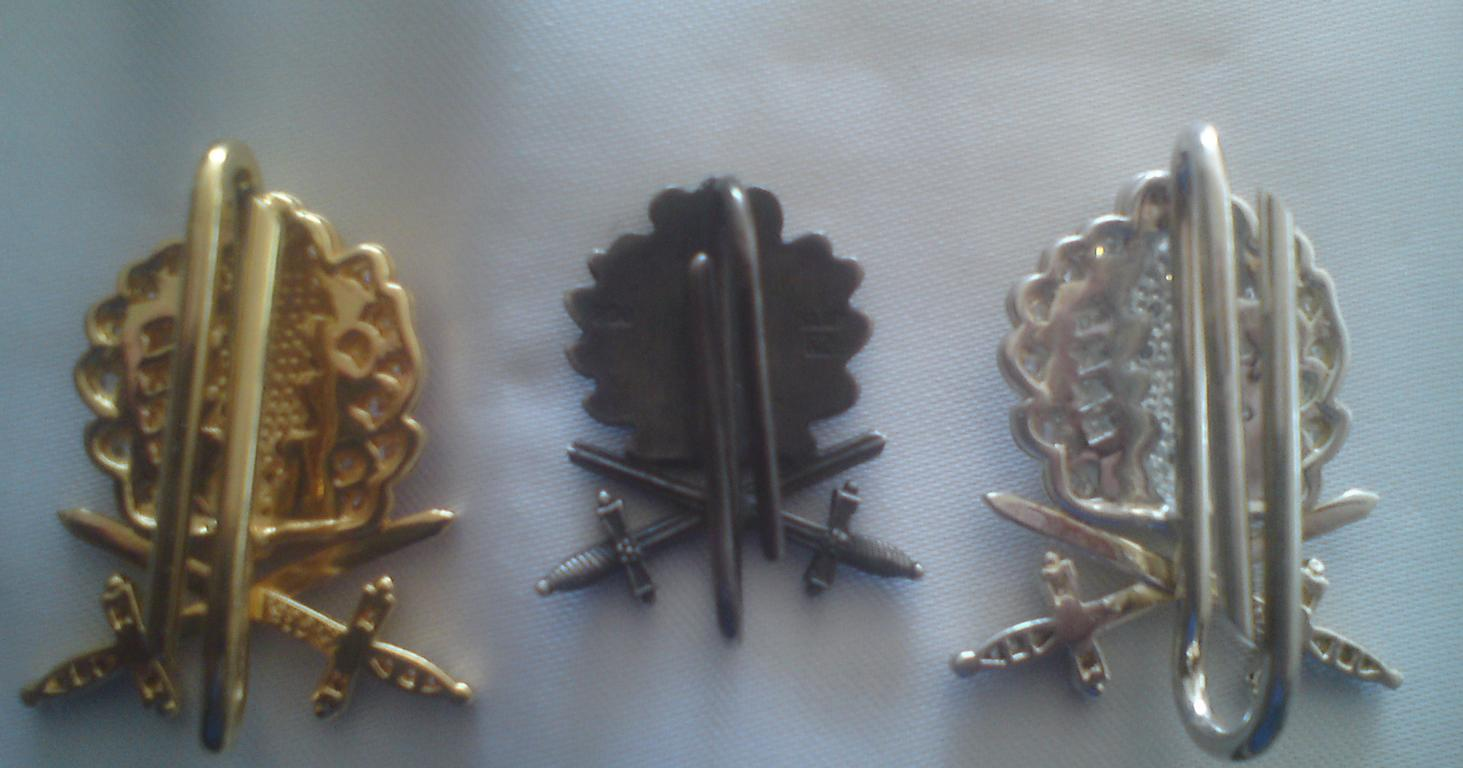
Größenvergleich des Eichenlaubs, Darstellung der Rückseiten mit Punzierungen

Das Ritterkreuz des Eisernen Kreuzes ist die wohl bekannteste militärische Kriegsauszeichnung, die erstmalig während des nationalsozialistischen Regimes mit Kriegsbeginn ab 1939 verliehen wurde. Es stand zwischen dem nur an Göring verliehenen Großkreuz des Eisernen Kreuzes und dem Eisernen Kreuz 1. Klasse. Seine Inhaber, die so genannten „Ritterkreuzträger“, genossen innerhalb und außerhalb der Wehrmacht hohes Ansehen, was in erster Linie auf die NS-Propaganda zurückzuführen ist. Jugendlichen wurden die Ritterkreuzträger als Vorbilder und Leitfiguren dargestellt. Während des Krieges erschienen zahlreiche Ritterkreuzträger-Listen und Biographien, Ansichtskarten und weitere Devotionalien. Ritterkreuzträger wurden angehimmelt wie Stars, Autogrammkarten und Ritterkreuzträger-Postkarten waren begehrte Sammlerobjekte.
Ziel dieses Heldenkultes war die geistige Mobilmachung der Nation, insbesondere der männlichen Jugend. Die Trivialschriftstellerin Ursula Colell beschrieb diese Erwartungen folgendermaßen: „Die Jugend des Dritten Reiches sieht in Euch [den Ritterkreuzträgern] [...] ihr Vorbild und bemüht sich, Eurem Leben und Sterben gerecht zu werden, um später als ganze deutsche Männer das Vaterland zu verteidigen.“ Das Oberkommando der Wehrmacht schickte Ritterkreuzträger in Schulen und auf HJ-Veranstaltungen, damit sie dort über ihre Fronterlebnisse berichteten; so hielt beispielsweise Wolfgang Lüth am 10. April 1941 in Herford einen Vortrag, der mit den Worten schloss: „Ran an den Feind – so lange bis England am Boden liegt, das ist auch für uns U-Boot-Fahrer die Losung.“ Zum einen pflegten sie damit eine kriegswillige Stimmung an der „Heimatfront“, zum anderen sollten sie Vorbild für die in den letzten Tagen des verlorenen Krieges rekrutierten Jugendlichen sein. Der Historiker Reinhart Koselleck attestierte seiner Generation, dass sie „sicherlich einen gewissen Ehrgeiz hatte, sich als Held vielleicht bewähren zu können“. Noch im letzten Kriegsjahr fuhren Schüler „an die Front mit der Vorstellung, ich werde jetzt den Heldentod sterben“; selbst in den letzten Kriegstagen vertraute man noch auf die Aura der Helden.
Das Heldenimage der Ritterkreuzträger barg jedoch auch Nachteile. So wiesen Ritterkreuzträger niederer Dienstgrade eine überdurchschnittliche Sterblichkeitsrate auf, sahen sie sich doch durch die an sie geknüpfte Erwartungshaltung zu besonderer Tapferkeit und Draufgängertum verpflichtet. Der Stalingradveteran Günter K. Koschorrek schilderte das Schicksal seines Kameraden Gustav, der aufgrund seines Ritterkreuzes zum Unteroffizier befördert und fortan zu jedem Himmelfahrtskommando abkommandiert wurde, bis er wenige Monate später fiel:

„Einfache Landser haben es mit dieser Auszeichnung besonders schwer. Jeder sieht in ihnen nicht den zufälligen Helden, sondern den schneidigen Draufgänger, der in jeder Kampfsituation ohne Angst ist und mutig voranstürmt. Armer Gustav! Wenn sie dich als Vorbild eines heldenhaften Landsers herumgereicht haben, wirst du knallhart wieder an die Front geschickt. Aber deine Chancen zu überleben werden diesmal weit geringer sein als vorher. Denn alle deine Vorgesetzten werden Dich als besonders kühnen Helden überall dort einsetzen, wo es besonders brenzlig ist und wo sie sich von einem Helden den größten Nutzen versprechen. Wahrscheinlich ist das der Grund, warum nur wenige einfache Landser ihr Ritterkreuz überlebten.“

In der Erinnerungsliteratur wird oft darauf hingewiesen, dass riskante Unternehmungen zur Erringung von Orden viele Soldaten das Leben kosteten. Ein Offizier, der seinen nackten Hals auf Kosten der von ihm geführten Truppe mit einem Ritterkreuz schmücken wollte, litt im Soldatenjargon unter „Halsschmerzen“.

## Aussehen und Trageweise
Die Ausgestaltung des Ritterkreuzes orientierte sich, ebenso wie die vorangegangenen Eisernen Kreuze anderer Stiftungsjahre am Balkenkreuz – einem schwarzen Tatzenkreuz mit typischen, sich verbreiternden Balkenenden auf einem weißen Mantel, wie ihn die Deutschritter schon seit dem 14. Jahrhundert trugen. Der ursprüngliche Entwurf stammte von Karl Friedrich Schinkel. Das Ritterkreuz des Eisernen Kreuzes entspricht im Aussehen dem Eisernen Kreuz I. Klasse (1939). Die Breite lag etwa bei 48–49 mm und die Höhe mit der kleinen Öse bei 54–55 mm. Es hatte ein Gewicht (ohne Sprungring) von etwa 27,8–34,5 Gramm, wobei Gewichte und Maße aufgrund der Vielzahl von Herstellern variierten. Auf seiner Vorderseite war mittig ein auf der Spitze stehendes Hakenkreuz erhaben auf schwarzem Hintergrund geprägt. An dem unteren Balken befindet sich das Stiftungsjahr 1939. Die Rückseite des Kreuzes ist schwarz gehalten und leer. Lediglich auf dem unteren Balken ist die Jahreszahl 1813 erhaben eingeprägt, die auf das erste Stiftungsdatum des Eisernen Kreuzes im Jahr 1813 verweist. Umgeben ist der schwarze (meist magnetische) Eisenkern von einem gezinkten silbernen Rahmen. Auf einen goldenen Rand wurde verzichtet, da Hitler Bedenken gegen ein goldgefasstes Kreuz hatte, das ein Verlassen der preußischen Tradition bedeutet hätte. Zwar waren aus den vorangegangenen Jahren Großkreuze mit goldenem Rand bekannt (Hersteller Juncker Berlin), sie wurden aber wieder durch silberne ersetzt.

Details

Das Ritterkreuz wird wegen der Ähnlichkeit häufig mit dem Eisernen Kreuz II. Klasse verwechselt. Man kann neben der Größe aber beide Auszeichnungen einfach unterscheiden. Beim Ritterkreuz wurde oben an der kleinen runden Öse ein ovaler Sprungring befestigt, während beim EK II an der kleinen, anders angeordneten Öse ein großer runder Ring angebracht ist.
Getragen wurde das Ritterkreuz des Eisernen Kreuzes als Halsbandorden an einem schwarz-weiß-roten Bande und, falls bereits verliehen, über dem Pour le Mérite und über den sonstigen verliehenen Halsbandorden.
Träger des Ritterkreuzes mussten unabhängig vom Dienstgrad immer zuerst gegrüßt werden, entgegen der sonstigen Regel „niederer Dienstgrad grüßt höheren Dienstgrad zuerst“.

## Stufeneinteilung des Ritterkreuzes
Das Ritterkreuz des Eisernen Kreuzes war bis zum Juni 1940 die zweithöchste militärische Auszeichnung des „Dritten Reiches“. Darüber stand nur das Großkreuz des Eisernen Kreuzes, das während des Zweiten Weltkrieges nur an Hermann Göring am 19. Juli 1940 verliehen, aber ihm kurz vor Kriegsende im April 1945 wieder aberkannt wurde. Das Ritterkreuz des Eisernen Kreuzes rangierte so zwischen dem Eisernen Kreuz I. Klasse und dem Großkreuz. Die Stufeneinteilung des Ritterkreuzes des Eisernen Kreuzes waren von links nach rechts aufsteigend:
|                                                         |                                                                   |                                                                                        | | |
| Ritterkreuz des Eisernen Kreuzes (ab 1. September 1939) | Eichenlaub zum Ritterkreuz des Eisernen Kreuzes (ab 3. Juni 1940) | Eichenlaub mit Schwertern zum Ritterkreuz des Eisernen Kreuzes (ab 28. September 1941) | Eichenlaub mit Schwertern und Brillanten zum Ritterkreuz des Eisernen Kreuzes (ab 28. September 1941) | Goldenes Eichenlaub mit Schwertern und Brillanten zum Ritterkreuz des Eisernen Kreuzes (ab 29. Dezember 1944) |

## Verleihungsurkunden
Allen Verleihungsurkunden bzw. Verleihungsbüchern ist gemein, dass im Innenteil der Name und der zum Zeitpunkt der Verleihung aktuelle Dienstgrad des Beliehenen genannt wurden. Die Verleihungsurkunden bzw. Verleihungsbücher zeichneten sich wie folgt aus:
- Ritterkreuz: roter Einband mit goldgeprägtem Reichsadler auf der Außenseite
- Ritterkreuz mit Eichenlaub: weißer Einband mit goldgeprägtem Reichsadler auf der Außenseite
- Ritterkreuz mit Eichenlaub und Schwertern: weißer Einband mit umlaufender breiter goldener Verzierungsleiste und einem goldgeprägten Reichsadler auf der Außenseite
- Ritterkreuz mit Eichenlaub, Schwertern und Brillanten: dunkelblauer bzw. schwarzer Einband mit umlaufender breiter goldener Verzierungsleiste und einem goldgeprägten Reichsadler auf der Außenseite
- Ritterkreuz mit goldenem Eichenlaub, Schwertern und Brillanten: wie vorige Stufe, jedoch mit goldenem statt silbernem (bzw. eisenfarbigem) Eichenlaub.

Die Verleihungsurkunden wurden seit 1941 „auf Anordnung des Führers“ von der Firma Carl Wildbrett hergestellt.

## Verleihungsbefugnis

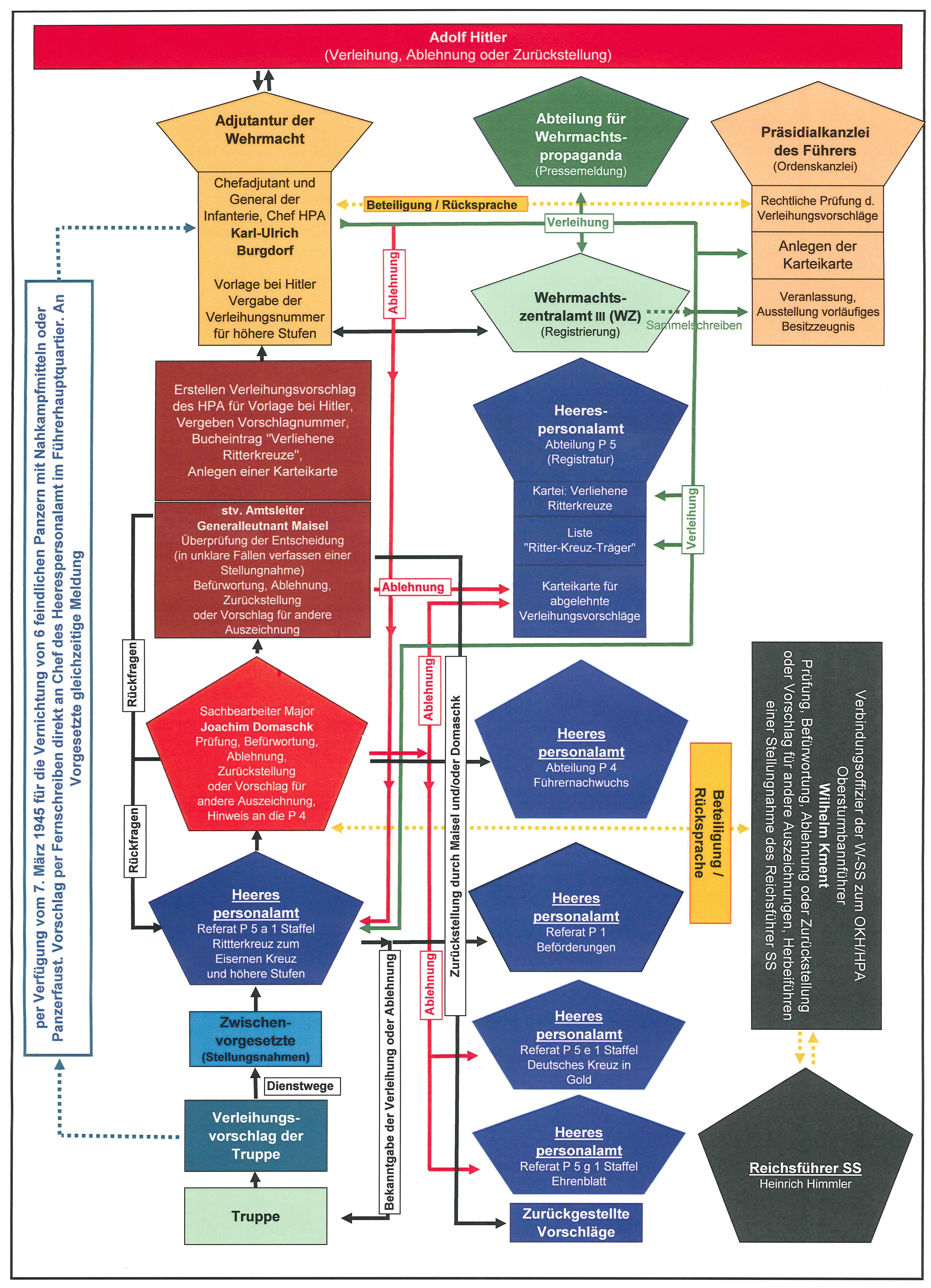
Grafische Darstellung des Ablaufes einer Ritterkreuzverleihung „auf dem Dienstweg“ im Jahr 1945 bei Heer und Waffen-SS

### 1. September 1939 bis 20. April 1945
Sachbearbeiter/Berlin (vorentscheidend) → Chef Heerespersonalamt/Berlin (vorentscheidend) → OKW-Adjutantur/Berlin (vorlegend) → Hitler (entscheidend)
(vom 21. bis 24. April 1945 wurde die Außenstelle Heerespersonalamt kriegsbedingt abgespalten und nach Marktschellenberg verlegt.)

### 25. April 1945 bis 30. April 1945 (Hitlers Tod)
Sachbearbeiter/Marktschellenberg (vorentscheidend) → stv. Chef Heerespersonalamt/Marktschellenberg (vorentscheidend) → Chef HPA/Berlin (vorentscheidend) → OKW-Adjutantur/Berlin (vorlegend) → Hitler (entscheidend)

### Ab 30. April 1945
Nach Hitlers Tod am 30. April 1945 werden die Verleihungsbefugnisse zur Verleihung des Ritterkreuzes des Eisernen Kreuzes verwirrend. General Ernst Maisel (1896–1978), stellvertretender Heerespersonalamtschef, war mit Wirkung vom 28. April 1945 von der Präsidialkanzlei autorisiert worden, Ritterkreuze zu verleihen. Dies tat Maisel auch, indem er am 30. April 1945 rechtswirksam 33 Ritterkreuze verlieh. 29 Vorschläge lehnte er ab, 4 wurden zurückgestellt. Danach enden die Verleihungen. Hintergrund dafür war, dass Maisel nach dem Bekanntwerden von Hitlers Tod am 1. Mai 1945 die „Möglichkeit einer späteren Unterzeichnung [durch Hitler]“ nicht mehr gegeben sah. Theoretisch ging das Verleihungsrecht für das Ritterkreuz mit dem 1. Mai 1945 auf das von Hitler „testamentarisch“ benannte neue Staatsoberhaupt Karl Dönitz über.

### Ab 3. Mai 1945
Mit einem Fernschreiben vom 3. Mai 1945 wurde eine erweiterte „Übertragungsbefugnis zur Verleihung des Ritterkreuzes des Eisernen Kreuzes“ an die zuständigen Oberbefehlshaber der noch kämpfenden Einheiten übersandt. Demnach waren zu diesem Zeitpunkt folgende Entscheiderketten möglich:
- Nordraum
  - (Sachbearbeiter) → Chef Heerespersonalamt/Flensburg → Chef OKW/Flensburg → Dönitz/Flensburg
  - Oberbefehlshaber Nord: Ernst Busch
  - Oberbefehlshaber Heeresgruppe Kurland: Carl Hilpert
  - Oberbefehlshaber Ostpreußen: Dietrich von Saucken
  - Oberbefehlshaber Norwegen: Franz Böhme
  - Oberbefehlshaber Dänemark: Georg Lindemann
  - (Oberbefehlshaber Heeresgruppe Weichsel): Kurt von Tippelskirch (bereits am 3. Mai 1945 aus Verteilerliste gestrichen)
- Südraum
  - Oberbefehlshaber Heeresgruppe G: Albert Kesselring
  - Oberbefehlshaber Heeresgruppe E: Alexander Löhr
  - Oberbefehlshaber Ostmark: Lothar Rendulic
  - Oberbefehlshaber Heeresgruppe Mitte: Ferdinand Schörner
  - Oberbefehlshaber Heeresgruppe C: Heinrich von Vietinghoff (bereits am 2. Mai 1945 aus Verteilerliste gestrichen)

### Ab 7. Mai 1945
- Nordraum
  - (Sachbearbeiter) → Chef Heerespersonalamt/Flensburg → Chef OKW/Flensburg → Dönitz/Flensburg
  - Oberbefehlshaber Heeresgruppe Kurland: Carl Hilpert
  - Oberbefehlshaber Ostpreußen: Dietrich von Saucken
- Südraum
  - Oberbefehlshaber Heeresgruppe G: Albert Kesselring (theoretisch, da diese Heeresgruppe bereits am 5. Mai kapitulierte)
  - Oberbefehlshaber Heeresgruppe E: Alexander Löhr
  - Oberbefehlshaber Heeresgruppe Mitte: Ferdinand Schörner
  - Oberbefehlshaber Ostmark: Lothar Rendulic

### Ab 9. Mai 1945
Das Gesetz über Titel, Orden und Ehrenzeichen vom 26. Juli 1957 behandelt im Abschnitt Besondere Vorschriften für früher verliehene Orden und Ehrenzeichen ausschließlich solche Auszeichnungen, die bis einschließlich 8. Mai 1945 verliehen wurden.

## Verleihungsbestimmungen

Stiftungserlass 1. September 1939

Der zu Beleihende musste vor der Verleihung des RK beide Klassen des Eisernen Kreuzes besitzen. Ein bereits verliehenes EK aus dem Ersten Weltkrieg wurde dabei nicht angerechnet. Gemäß der „nationalsozialistischen Grundhaltung der neuen Wehrmacht“ geschah die Verleihung aller Stufen ohne Rücksicht auf den Dienstgrad. In einigen Fällen wurde das Ritterkreuz gleichzeitig mit dem EK II und I verliehen. Jeder Verleihung ging nicht nur die Tat, beziehungsweise die Taten, sondern auch ein Verleihungsvorschlag (VV) voraus. Vorgeschlagen werden durfte ab Kompanieebene, bei der Artillerie ab Batterie- und bei der Luftwaffe ab Staffelebene. Kommandeure durften sich jedoch nicht selbst vorschlagen, sondern mussten von Vorgesetzten vorgeschlagen werden. Soldaten, die bereits Inhaber eines Ritterkreuzes waren und aufgrund einer weiteren Tat erneut vorgeschlagen wurden, erhielten nicht etwa weitere Ritterkreuze, sondern stattdessen die jeweils höhere Stufe, also zum Beispiel nur das „Eichenlaub zum Ritterkreuz“, „Schwerter zum Eichenlaub“ usw. Ab der Stufe „mit Eichenlaub“ wurde die Verleihung nummeriert. So war beispielsweise Generalfeldmarschall Erwin Rommel der 6. Träger der Brillanten. Die Klassen „mit Brillanten“ und „mit goldenem Eichenlaub“ wurden dem Beliehenen in zweifacher Ausführung überreicht – sogenannte A- und B-Stücke, wobei die A-Klasse mit „Echt-Brillanten“ und die B-Version (das Tragestück) mit Similisteinen besetzt war. Vorgenannte A- und B-Stücke unterschieden sich nicht nur in den verwendeten Materialien, sondern auch in Form und Größe (siehe Detailabbildungen oben, die ausnahmslos A-Stücke zeigen. Entsprechende B-Stücke sind in der Fotogalerie ersichtlich). In der Verordnung über die Erneuerung des Eisernen Kreuzes vom 1. September 1939 (RGBl. 1939 I. S. 1573) hieß es:
- Artikel 1
Das Eiserne Kreuz wird in folgender Abstufung und Reihenfolge verliehen:
  1. Eisernes Kreuz 2. Klasse,
  2. Eisernes Kreuz 1. Klasse,
  3. Ritterkreuz des Eisernen Kreuzes,
  4. Großkreuz des Eisernen Kreuzes.
- Artikel 2
Das Eiserne Kreuz wird ausschließlich für besondere Tapferkeit vor dem Feind und für hervorragende Verdienste in der Truppenführung verliehen. Die Verleihung einer höheren Klasse setzt den Besitz der vorangehenden Klasse voraus.
- Artikel 3
„Die Verleihung des Großkreuzes behalte ich [Anm.: Adolf Hitler] mir vor für überragende Taten, die den Verlauf der Kampfhandlungen entscheidend beeinflussen.“

Artikel 1 erfuhr mehrere Erweiterungen in Form einer Verordnung über die Änderung der Verordnung über die Erneuerung des Eisernen Kreuzes, in denen weitere Klassen des Ritterkreuzes eingeführt wurden.
- 3. Juni 1940:[29]
  - Ritterkreuz des Eisernen Kreuzes mit Eichenlaub
- 28. September 1941[30] – wobei die ersten Verleihungen der Schwerter (Adolf Galland, Werner Mölders, Walter Oesau) und Brillianten (Mölders) schon vor dieser gesetzlichen Bestimmung vorgenommen wurden:
  - Ritterkreuz des Eisernen Kreuzes mit Eichenlaub und Schwertern
  - Ritterkreuz des Eisernen Kreuzes mit Eichenlaub, Schwertern und Brillanten
- 29. Dezember 1944:[31]
  - Ritterkreuz des Eisernen Kreuzes mit goldenem Eichenlaub, Schwertern und Brillanten. Die Auszeichnung sollte nur zwölfmal an „höchstbewährte Einzelkämpfer“ verliehen werden. Tatsächlich wurde es nur einmal verliehen – an den Schlachtflieger Hans-Ulrich Rudel.

## Verleihungspraxis
Insbesondere in den Anfangsjahren des Zweiten Weltkrieges, später aber nur noch bei den höheren Klassen, wurde die Auszeichnung persönlich durch Adolf Hitler verliehen.
Gemeinsam mit der Ordensübergabe erhielt der jeweils Ausgezeichnete auch eine Verleihungsurkunde in Buchform. In den späteren Jahren des Krieges wurden die Verleihungsurkunden nicht mehr ausgegeben, sondern im Führerhauptquartier zurückgehalten. Sie sollten erst nach dem „Endsieg“ verteilt werden. Mit der Verleihung war auch das staatliche Vorhaben verknüpft, die Träger nach dem Krieg von sämtlichen Steuern zu entbinden. Da der Krieg länger dauerte als erwartet, wurde das Ritterkreuz schrittweise um drei Stufen erweitert. Zum Ende des Krieges wurde noch eine fünfte Stufe hinzugefügt, die jedoch nur einmal verliehen wurde.

### Verleihungspraxis der Kriegsmarine
Bei der Verleihung des Ritterkreuzes des Eisernen Kreuzes, insbesondere bei den U-Boot-Kommandanten, galt folgende Bestimmung:
- Ritterkreuz des Eisernen Kreuzes nach 100.000 BRT versenktem Schiffsraum
- Ritterkreuz des Eisernen Kreuzes mit Eichenlaub nach 200.000 BRT versenktem Schiffsraum
- Ritterkreuz des Eisernen Kreuzes mit Eichenlaub und Schwertern nach 300.000 BRT versenktem Schiffsraum
- Ritterkreuz des Eisernen Kreuzes mit Eichenlaub, Schwertern und Brillanten nach 400.000 BRT versenktem Schiffsraum
- Ritterkreuz des Eisernen Kreuzes mit goldenem Eichenlaub, Schwertern und Brillanten nach 500.000 BRT versenktem Schiffsraum (nicht erreicht)

Um der Öffentlichkeit aber mehr erfolgreiche Ritterkreuzträger präsentieren zu können, wurden im Verlauf des Krieges diese Kriterien „ständig unterlaufen“. Insbesondere gegen Kriegsende kam es zu „immer mysteriöser werdenden Ordensdekorationen“. Nachprüfungen des Zahlenmaterials der U-Boot-Sondermeldungen aus dem Zweiten Weltkrieg ergaben, dass von den 122 U-Boot-Kommandanten, die mit dem Ritterkreuz ausgezeichnet wurden, nur 31 über 100.000 BRT Schiffsraum versenkt hatten. („Es gab sogar mit dem Ritterkreuz dekorierte Offiziere ohne Versenkungsergebnisse“.) Es entsprach ferner der damaligen Marinepraxis, dass die Kommandanten ihre Versenkungszahlen durch Schätzungen hochrechneten.
Bereits während des Krieges war die Zuverlässigkeit der Erfolgsmeldungen von der Marineführung in Frage gestellt worden. So hielt die 3. (Nachrichtenauswertungs)-Abteilung der Seekriegsleitung (Fremde Marinen) ihren eigenen Auswertungen zufolge die „unsinnig hohen“ Meldungen über versenkte Tonnage für „grotesk übertrieben“. Karl Dönitz gestand in der Nachkriegszeit ein, dass die Versenkungsmeldungen über den wirklichen Ziffern lagen, allerdings seiner Meinung nach „nur wenig“. Auch nach dem Krieg wurden die den Verleihungen zugrundeliegenden Tonnagezahlen kritisch hinterfragt.

### Verleihungspraxis bei den Jagdfliegern der Luftwaffe
Das Ritterkreuz wurde Jagdfliegern zunächst für den Abschuss von mindestens 20 gegnerischen Flugzeugen vergeben, die Stufe „Eichenlaub“ für 40 Abschüsse. Es entsprach aber der damaligen Luftwaffenpraxis, dass die Jagdflieger ihre Abschusszahlen manipulierten. Das war in der Wehrmachtführung bekannt. Der Chef der Abteilung Wehrmachtpropaganda (WPr) des OKW, die den Wehrmachtbericht erstellte, beklagte „eine Zahlenakrobatik der Luftwaffe in Bezug auf den Abschuß feindlicher Flieger“. Auch von Adolf Hitler und von Heeresseite wurden die Zahlen bezweifelt. Der Historiker Karl-Heinz Frieser sieht die Kriterien für die Bestätigung eines Abschusses bei der Luftwaffe dagegen als streng an, die Anzahl der von den Alliierten als verloren gemeldeten Maschinen liege oft weit über den von der Luftwaffe gemeldeten Abschüssen.

### Verleihungspraxis gegen Kriegsende
Wurde das Ritterkreuz noch zu Beginn des Krieges überwiegend für Führungsaufgaben verliehen, so änderten sich die Anforderungen während des Verlaufs, was einen Anstieg der Verleihungszahlen und vermehrte Verleihungen an untere Dienstgrade zur Folge hatte. Speziell gegen Ende des Krieges wurden vermehrt Ritterkreuze verliehen, um die Motivation und den Durchhaltewillen der Soldaten zu stärken. In Hitlers Vorstellung hatte der deutsche Soldat zu siegen oder zu sterben. Gefangenschaft war keine Option. Entsprechend verfügte er am 27. November 1944, „… dass an vermisste, kriegsgefangene und internierte Wehrmachtsangehörige Kriegsauszeichnungen nicht mehr verliehen werden dürfen“. Dabei spielt die Tatsache keine Rolle, dass eine Gefangennahme bzw. Internierung ohne eigenes Verschulden vorlag. Verleihungen nach dem Tode hingegen kamen vor. Bis Anfang 1945 wurden von Hitler in der Regel keine Verleihungsvorschläge (VV) für das Ritterkreuz abgelehnt. Erst in den letzten fünf Kriegsmonaten änderte sich dessen Einstellung. Von Dezember 1944 bis Ende April 1945 wurden (für das Heer) insgesamt 30 Verleihungen abgelehnt, was einer Quote von 3 % entsprach.
Kurz vor dem Kriegsende befahl Hitler am 7. März 1945 dann mit Verfügung an den Oberbefehlshaber des Ersatzheeres, Stab IIa, Nr. 5773/45 (voller Wortlaut): „Der Führer hat heute befohlen, dass jeder Soldat, der mit Panzerfaust oder mit behelfsmäßigen Nahkampfmitteln 6 feindliche Panzer vernichtet, das Ritterkreuz des Eisernen Kreuzes erhält. Abschüsse mit Ofenrohr (Raketenpanzerbüchse 54) unterliegen einer besonderen Bewertung. Diese Bestimmung ist auf dem schnellsten Weg allen Soldaten bekanntzugeben. Sie hat keine rückwirkende Kraft. Die Ritterkreuzvorschläge sind mit kürzester Begründung unter Angabe des Vernichtungsmittels und unter Aufführung der erforderlichen Personalangaben auf dem Fernschreibewege von der eingebenden Stelle unmittelbar an den Chef des Heerespersonalamtes (HPA) im Führerhauptquartier zu richten. Den Vorgesetzten Dienststellen ist gleichzeitig Meldung zu erstatten.“
Mit Beginn des April 1945 wurden die Verleihungsbedingungen des Ritterkreuzes zunehmend verwirrender. Viele Ritterkreuze wurden von Kommandeuren einzelner Bataillone eigenmächtig ausgesprochen, ohne dass diese Personen autorisiert gewesen wären oder sogar der ordnungsgemäße Antrag an die Präsidialkanzlei der Ordenskanzlei gar nicht erst eingereicht wurde. Diese Verleihungen sind allesamt rechtsungültig. Ebenfalls unwirksam sind alle Verleihungen nach der Kapitulation am 8. Mai 1945, da jeglichem hoheitlichen Akt (darunter Beförderungen und Auszeichnungen) die Rechtsgrundlage entzogen war. Die Masse der heute bekannten Ritterkreuzverleihungen ist zweifelsfrei belegbar.

## Aberkannte Verleihungen
Das Ritterkreuz konnte unter bestimmten Bedingungen aberkannt werden.

### 20. Juli 1944
Im Zusammenhang mit dem Attentat vom 20. Juli 1944 wurde unter anderem auch mehreren Ritterkreuzträgern die Wehrwürdigkeit abgesprochen, was den Verlust aller Orden und Ehrenzeichen zur Folge hatte. Es entsprach Hitlers ausdrücklichem Wunsch, die beteiligten Offiziere nicht von der für Militärpersonen zuständigen Militärjustiz verurteilen zu lassen, sondern sie in einem Schauprozess vor Freislers Volksgerichtshof zu stellen. Da der Volksgerichtshof für Militärangehörige nicht zuständig war, schuf Hitler ein „neues militärisches Gremium“, den sogenannten Ehrenhof, dessen Aufgabe einzig darin bestand, zu prüfen, „wer an dem Anschlag irgendwie beteiligt ist und aus dem Heer ausgestoßen werden soll“ und „wer als verdächtig zunächst zu entlassen sein wird.“ Die vom Ehrenhof vorgeschlagenen Offiziere wurden am 4. August 1944 von Hitler persönlich als Oberbefehlshaber des Heeres aus der Armee ausgestoßen oder entlassen und konnten so, da nun Zivilisten, dem Volksgerichtshof überstellt werden, wo sie zum Tode verurteilt wurden. Gleichzeitig wurde ihnen die Wehrwürdigkeit aberkannt, wie das damalige Gesetz zwingend vorschrieb. Diese Aberkennung war eine sogenannte „Ehrenstrafe“ nach § 30 des Militärstrafgesetzbuches und hatte „den Verlust der Dienststelle und der damit verbundenen Auszeichnungen, den dauernden Verlust der Orden und Ehrenzeichen“ sowie „die Unfähigkeit zum Wiedereintritt in die Wehrmacht“ zur Folge. Aus dem Heer ausgeschlossen und vom Volksgerichtshof verurteilt wurden:
- Friedrich Fromm
- Otto Herfurth
- Roland von Hößlin
- Friedrich Gustav Jaeger
- Carl-Heinrich von Stülpnagel
- Karl Freiherr von Thüngen
- Erwin von Witzleben
- Fritz Lindemann
- Friedrich Olbricht
- Erich Hoepner
- Gustav Heisterman von Ziehlberg[44]

### Sonstige aberkannte Verleihungen
- Hans Graf von Sponeck
- Walther von Seydlitz-Kurzbach (mit Urteil vom 18. Februar 1956 des Landgerichts Verden wurde die Aberkennung wieder aufgehoben)
- Edgar Feuchtinger
- Hermann Fegelein[45]

## Verleihungszahlen
| Abstufung                                                      | Gesamtanzahl | Anzahl | Träger |
| -------------------------------------------------------------- | ------------ | ------ | --- |
| Ritterkreuz                                                    | 7.175        | 569    | → Hauptartikel : Liste der Träger des Ritterkreuzes des Eisernen Kreuzes der Jagdflieger |
| Ritterkreuz                                                    | 7.175        | 156    | → Hauptartikel : Liste der Träger des Ritterkreuzes des Eisernen Kreuzes der Kampfflieger |
| Ritterkreuz                                                    | 7.175        | 145    | → Hauptartikel : Liste der Träger des Ritterkreuzes des Eisernen Kreuzes der U-Boot-Waffe |
| Ritterkreuz                                                    | 7.175        | 23     | → Hauptartikel : Liste der Träger des Ritterkreuzes des Eisernen Kreuzes der Schnellbootwaffe |
| Ritterkreuz                                                    | 7.175        | 18     | Minensuchbootflottillen: 1.) Korvettenkapitän Kurt Thoma: am 6. Oktober 1940 als Chef der 2. Minensuchflottille 2.) Kapitän zur See und Kommodore Friedrich Ruge: am 21. Oktober 1940 als Führer der Minensuchboote West 3.) Korvettenkapitän d. R. Fritz Breithaupt: am 3. August 1941 als Chef der 12. Minensuchflottille 4.) Korvettenkapitän d. R. Karl Palmgren: am 3. August 1941 als Kommandant von Sperrbrecher IX und I 5.) Korvettenkapitän d. R. Karl-Friedrich Brill: an 27. Dezember 1941 als Kommandant Minenschiff Cobra und Führer einer Minenschiffgruppe 6.) Korvettenkapitän Hans Rehm: am 31. Dezember 1941 als Chef der 2. Minensuchflottille 7.) Korvettenkapitän Karl Bergelt: am 3. August 1942 als Chef der 1. Minensuchflottille 8.) Korvettenkapitän Arnulf Hölzerkopf: am 14. Mai 1944 als Chef der 8. Minensuchflottille 9.) Korvettenkapitän Erich Klünder: am 12. August 1944 als Chef der 5. Minensuchflottille 10.) Oberleutnant z. S. d. R. Rudolf Jesse: am 5. September 1944 als Kommandant in der 8. Minensuchflottille 11.) Oberleutnant z. S. d. R. Kurt Blasberg: am 7. September 1944 als Chef der 36. Minensuchflottille 12.) Korvettenkapitän d. R. z. V. Paul Lehmann: am 24. September 1944 als Chef der 42. Minensuchflottille 13.) Korvettenkapitän d. R. Joachim Wünning: am 22. Oktober 1944 als Kommandant Minenschiff Drache 14.) Kapitänleutnant Walter-Erich Schneider: am 5. November 1944 als Chef der 25. Minensuchflottille 15.) Korvettenkapitän d. R. Emil Kieffer: am 3. Dezember 1944 als Chef der 3. Minensuchflottille 16.) Kapitänleutnant Carl-Friedrich Mohr: am 11. März 1945 als Chef der 24. Minensuchflottille 17.) Korvettenkapitän d. R. Rudolf Heynsen: am 20. April 1945 als Chef der 27. Minensuchflottille 18.) Oberleutnant z. S. d. R. Wolfgang Feller: am 17. Juni 1945 als Gruppenführer in der 36. Minensuchflottille |
| Ritterkreuz                                                    | 7.175        | 17     | → Hauptartikel : Liste der Träger des Ritterkreuzes des Eisernen Kreuzes der Räumbootflottillen |
| Ritterkreuz                                                    | 7.175        | 15     | → Hauptartikel : Liste der Träger des Ritterkreuzes von Befehlshabern der Kriegsmarine |
| Ritterkreuz                                                    | 7.175        | 15     | → Hauptartikel : Liste der Träger des Ritterkreuzes des Eisernen Kreuzes der Kampfflieger |
| Ritterkreuz                                                    | 7.175        | 11     | → Hauptartikel : Liste der Träger des Ritterkreuzes des Eisernen Kreuzes der Zerstörerwaffe |
| Ritterkreuz                                                    | 7.175        | 8      | → Hauptartikel : Liste der Träger des Ritterkreuzes des Eisernen Kreuzes der HSK-Waffe |
| Ritterkreuz                                                    | 7.175        | 2      | Befehlshaber der Aufklärungsstreitkräfte: 1.) Konteradmiral Hubert Schmundt: am 14. Juni 1940 2.) Vizeadmiral Günter Lütjens: am 14. Juni 1940, zugleich Führer der Kampfgruppe Bergen |
| Ritterkreuz mit Eichenlaub                                     | 0.863        | -      | → Hauptartikel : Liste der Träger des Eichenlaubs zum Ritterkreuz des Eisernen Kreuzes |
| Ritterkreuz mit Eichenlaub und Schwertern                      | 0.148        | -      | → Hauptartikel : Liste der Träger des Eichenlaubs mit Schwertern zum Ritterkreuz des Eisernen Kreuzes |
| Ritterkreuz mit Eichenlaub, Schwertern und Brillanten          | 0.027        | -      | → Hauptartikel : Liste der Träger des Eichenlaubs mit Schwertern und Brillanten zum Ritterkreuz des Eisernen Kreuzes |
| Ritterkreuz mit goldenem Eichenlaub, Schwertern und Brillanten | 0.001        | -      | Hans-Ulrich Rudel (am 29. Dezember 1944) |

An Angehörige ausländischer Streitkräfte wurde das Ritterkreuz des Eisernen Kreuzes 43-mal verliehen: an 18 Rumänen, neun Italiener, acht Ungarn, zwei Slowaken, zwei Finnen, zwei Spanier und zwei Japaner. Die Ordensverleihung für den italienischen Kapitän zur See Enzo Grossi wurde nach dem Krieg aufgrund von Untersuchungsergebnissen, die die eigentlichen Verleihungsgründe in Zweifel zogen, zurückgezogen.
Siehe: Liste der Träger des Ritterkreuzes des Eisernen Kreuzes ausländischer Streitkräfte

## Ritterkreuz im Sprachgebrauch
Im damaligen Soldatenjargon wurde die Auszeichnung auch als „Blechkrawatte“ oder „Halseisen“ bezeichnet. Soldaten, die mit großem Ehrgeiz nach dem Ritterkreuz strebten, galten in der Truppe als „halskrank“ bzw. hatten „Halsschmerzen“.
Als „Ritterkreuzauftrag“ wird in der heutigen Soldatensprache oftmals ein Auftrag oder Befehl bezeichnet, der den Soldaten vor eine besondere Herausforderung stellt. Dies ist nicht immer ganz ernst gemeint. Als typische „Ritterkreuzaufträge“ gelten beispielsweise, als Offiziersanwärter die Tochter des Kommandeurs zum Standortball auszuführen oder als Grundwehrdienstleistender mit dem inspizierenden General zu Mittag zu essen. Günter Grass verwendet das Ritterkreuz in seiner Novelle Katz und Maus als Beispiel, wie Menschen versuchen, durch Medaillen ihre eigenen Schwächen oder körperlichen Gebrechen (hier: ein überdimensionierter Adamsapfel) zu überspielen.

## Sonstiges

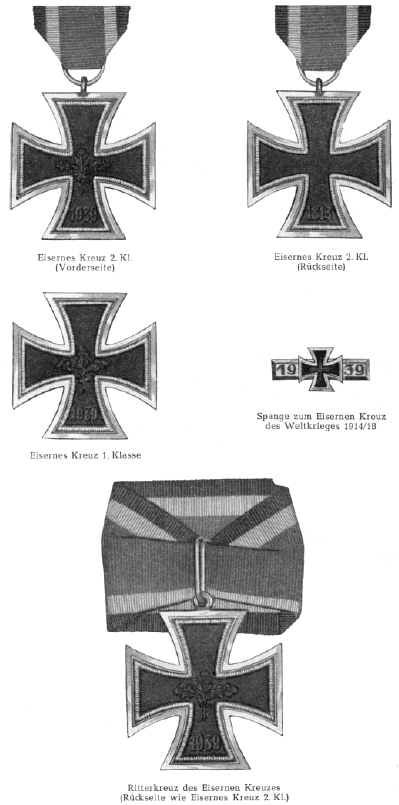
Amtliche Darstellungen in der 1957er Version

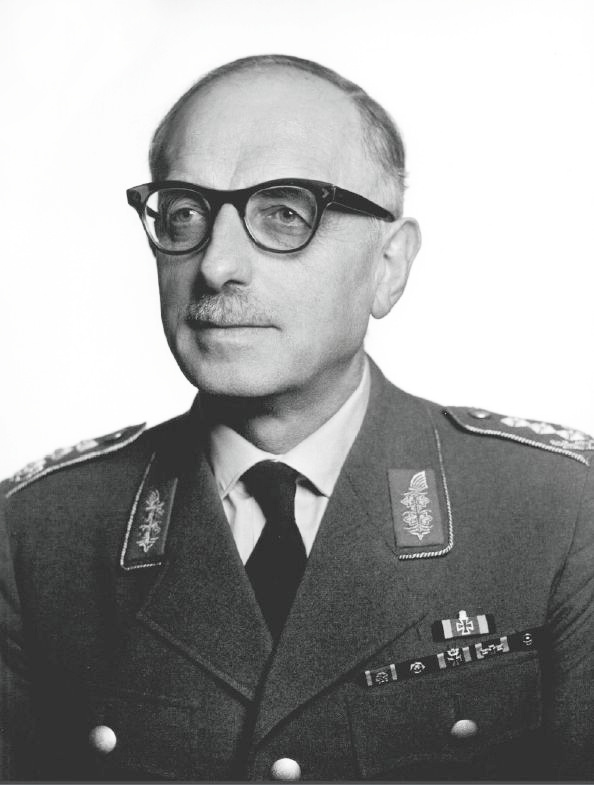
Ritterkreuz mit Eichenlaub und Schwertern als Bandschnalle (oben) an der Bundeswehruniform von Smilo von Lüttwitz

Laut Gesetz über Titel, Orden und Ehrenzeichen vom 26. Juli 1957 ist das Tragen des Ritterkreuzes des Eisernen Kreuzes (mit all seinen Stufen) in der Bundesrepublik Deutschland nur ohne nationalsozialistische Embleme gestattet. Einzig bekannter Ritterkreuzhersteller der Bundesrepublik ist die Firma Steinhauer & Lück in Lüdenscheid. Das Ritterkreuz des Eisernen Kreuzes mit all seinen Stufen sowie alle weiteren Orden und Ehrenzeichen der Zeit von 1933 bis 1945 durften in der Deutschen Demokratischen Republik weder getragen noch hergestellt werden. Für Ritterkreuzträger, die in den Reihen der NVA dienten, galt diese Regelung ebenfalls.

## Ordensgemeinschaft der Ritterkreuzträger (OdR)
1952 gründete der ehemalige Jagdflieger und Eichenlaubträger Adolf Dickfeld die „Gemeinschaft der Ritterkreuzträger“ (GdR), in der sich viele der überlebenden Ritterkreuzträger organisierten. Die „Gemeinschaft“ wurde 1955 aufgelöst und am 24. November desselben Jahres unter Generaloberst a. D. Alfred Keller in Wahn am Rhein neu gegründet, um sich „dem Ansehen und der Ehre deutschen Soldatentums, in dessen unwandelbaren Tugenden das Pflichtbewusstsein, die Opferbereitschaft und die Kameradschaft gewahrt sind“, zu widmen. 1958 übernahm Gerhard von Seemen die Geschäftsführung des Vereins, der sich 1960 in „Ordensgemeinschaft der Ritterkreuzträger e. V.“ (OdR) umbenannte.
Die Ordensgemeinschaft der Ritterkreuzträger galt als führender Traditionsverband. Die Mitglieder genossen bei vielen konservativen Politikern und Soldaten hohes Ansehen. In der Bundeswehr dienten 674 Ritterkreuzträger der Wehrmacht, von denen 117 in Generalsränge aufstiegen. Einzelne Vertreter der Bundeswehr waren regelmäßig auf Bundestreffen der OdR vertreten. Kennzeichnend für die OdR ist die unkritische Verherrlichung soldatischer Tugenden sowie die Leugnung und Relativierung deutscher Kriegsverbrechen. Die OdR gibt die Zeitschrift Das Ritterkreuz heraus. Kurt-Gerhard Klietmann war deren langjähriger Redakteur. Am 4. März 1999 verbot Rudolf Scharping alle Kontakte zwischen Bundeswehr und der als revanchistisch eingestuften OdR, da diese rechtsradikale Elemente enthielt. Die Ordensgemeinschaft werde von Leuten geführt, „die sehr nahe am Rechtsradikalismus sind, zum Teil direkt drin“, so Scharping.
Unabhängige Forschung zur Verleihung von Ritterkreuzen existiert erst seit wenigen Jahren. Zuvor schrieb die Ordensgemeinschaft ihre Geschichte selbst. Wer Ritterkreuzträger ist oder war, legte die sogenannte Ordenskommission der Ordensgemeinschaft selbst fest. In den Publikationen aus ihrem Umfeld werden z. T. Verleihungen ohne Nachweis beschrieben. Andere sind rechtsunwirksam oder können, so wie veröffentlicht, nicht stattgefunden haben.
Gerhard von Seemen publizierte 1955 mit seinem Buch Die Ritterkreuzträger 1939–1945 basierend auf eigener Recherche (Aufrufe in Zeitungen, Befragung anderer Traditionsverbände, Auswertung von Tageszeitungen z. B. Völkischen Beobachter) eine Liste der Ritterkreuzträger. Zugriff auf die Unterlagen der ehemaligen deutschen Wehrmacht war zu diesem Zeitpunkt noch nicht möglich. Diese befanden sich noch im Gewahrsam der Siegermächte. Seemen nutzte diese Unterlagen nach der Rückgabe an die Bundesrepublik Deutschland, um 1976 eine zweite Auflage zu veröffentlichen.
1986 erschien unter dem Titel Die Träger des Ritterkreuzes des Eisernen Kreuzes: 1939–1945 eine überarbeitete Neuauflage, in der zwar über hundert Namen nicht mehr genannt wurden, dafür aber eine größere Anzahl nicht oder nicht hinreichend belegter Verleihungen hinzugekommen waren. Der 1988 erschienene Ergänzungsband enthält weitere 1160 Korrekturen.
Bis zur unabhängigen Forschung war das fehlerhafte und teilweise unbelegte Buch Die Ritterkreuzträger 1939–1945 das einzige Nachschlagewerk. Daher waren eindeutige Entscheidungen über Anerkennung eines Ordens und damit die Aufnahme von Mitgliedern schwierig.
Seine Entscheidungen begründete Fellgiebel in einem Brief an den Sachbuchautor Manfred Dörr: „… können wir als OdR genau wie jeder Karnickel-Verein sagen, den erkennen wir an und den nicht.“ Auf Dörrs Vorwurf, das Buch sei kein offizielles Nachschlagewerk, sondern nur ein erweitertes Mitgliederverzeichnis der OdR, entgegnete Fellgiebel: „Ich – oder die OdR – haben nie behauptet, daß dieses Buch ein ‚amtliches oder offizielles‘ Nachschlagewerk ist. Es ist natürlich ein Nachschlagewerk, aber wie gesagt ohne ‚amtlich u. offiziell‘“ Bekanntestes Beispiel für die Vereinspolitik des Vereins ist der Fall des Rechtsextremisten und ehemaligen OdR-Mitgliedes Otto Riehs. Nachdem er Adressen von OdR-Mitgliedern an die Stasi weitergegeben haben soll und sich daraufhin mit der „Ordensgemeinschaft“ überwarf, verschwand sein Name Anfang der 1990er-Jahre aus zahlreichen Verzeichnissen mit Ritterkreuzträgern.

### „Dönitz-Erlass“
Der sogenannte „Dönitz-Erlass“ bezeichnet eine in der einschlägigen Literatur kolportierte mündliche Anweisung, die der ehemalige Großadmiral Karl Dönitz getätigt haben will. Ihr zufolge seien alle bei Kriegsende in den Personalämtern liegenden Verleihungsvorschläge pauschal genehmigt worden, wenn sie bestimmte Bedingungen erfüllten. Der einzige Hinweis darauf, dass eine solche Anordnung tatsächlich ergangen sein könnte, ist ein Schreiben des Ehrenmitglieds der OdR Dönitz an die Ordensgemeinschaft der Ritterkreuzträger vom 20. September 1970.
Erstmals publiziert wurde dieser Brief 1976 in der zweiten Auflage von v. Seemens Die Ritterkreuzträger 1939–1945. Im Vorwort erwähnt v. Seemen die „Stellungnahme des letzten Reichspräsidenten, Großadmiral Dönitz“, und bezeichnet sie dort als „Dönitz-Erklärung“.
| Die „Dönitz-Erklärung“ „Kurz vor Inkrafttreten der Kapitulation, wahrscheinlich am 7. Mai 1945, habe ich mündlich die folgende Anordnung gegeben: Alle bis zum Inkrafttreten der Kapitulation beim Oberkommando der Wehrmacht/Wehrmachtführungsstab eingegangenen Vorschläge zur Verleihung des Ritterkreuzes des Eisernen Kreuzes und seiner höheren Stufen sind von mir genehmigt unter der Voraussetzung, daß die Vorschläge ordnungsgemäß von den Vorschlagsberechtigten der Wehrmachtteile, Heer einschließlich Waffen-SS, Kriegsmarine und Luftwaffe bis zur Ebene der Armee- und Heeresgruppenführer aufwärts befürwortet waren. Mit kameradschaftlichem Gruß Dönitz“ |

Weder ist klar, wem gegenüber Dönitz diese Äußerung getan haben will, noch wurde eine derartige Anordnung zum Beispiel über das Mitteilungsblatt des Heeres verkündet. Für eine solche „Anordnung“ existiert keinerlei Hinweis oder Beleg, außer dem genannten Brief von Dönitz selbst. Trotzdem wird diese häufig als „Dönitz-Erlass“ bezeichnete mündliche Anweisung in der einschlägigen Literatur immer wieder herangezogen, wenn eine Verleihung nicht nachzuweisen ist, der Brief findet sich als Kopie oder Abschrift in den Publikationen beispielsweise von Fellgiebel, v. Seemen und Krätschmer.

Der irreführende und juristisch falsche Terminus „Erlass“ tauchte erstmals 1986 in Fellgiebels „Die Träger des Ritterkreuzes des Eisernen Kreuzes: 1939–1945“ auf.
Auch wenn man annimmt, die „Anordnung“ sei tatsächlich ergangen, wirft sie eine Reihe von Problemen auf, die Verleihungen über den „Dönitz-Erlass“ fraglich erscheinen lassen. Da wäre zunächst der Gültigkeitsbereich, den Dönitz als „Oberkommando der Wehrmacht/Wehrmachtführungsstab“ angibt.
Aus den zusammengelegten Teilen des Wehrmachtführungsstabes und des Generalstabes des Heeres wurden die Führungsstäbe „A“ und „B“ gebildet. Der Führungsstab „A“ wurde am 22. April mit dem gesamten Stab OKW zusammengelegt und führte fortan als einziger Stab die Bezeichnung „Oberkommando der Wehrmacht/Wehrmachtsausführungsstab“. Der größte Teil des Führungsstabes „B“ wurde am 3. Mai 1945 zwischen Berchtesgaden und Reichenhall von US-amerikanischen Truppen gefangen genommen; bis zum 7. Mai geriet auch der Rest in Gefangenschaft.
„Oberkommando der Wehrmacht/Wehrmachtsausführungsstab“ bezeichnete also ausschließlich die Kommandobehörde in Flensburg, das heißt, dass sämtliche beim Heerespersonalamt (HPA) im Südraum eingegangenen Verleihungsvorschläge (VV) ohnehin nicht von dem zweifelhaften „Dönitz-Erlass“ betroffen wären. Dönitz’ Anordnung, so sie denn tatsächlich erging, deckte allenfalls jene Vorschläge ab, die bereits alle Dienststellen und Personalämter passiert hatten, von allen befürwortet wurden und bis zum Inkrafttreten der Kapitulation am 8. Mai 1945 unterschriftsreif vorlagen. Insgesamt wären durch die Anordnung lediglich elf Ritterkreuze und zwei Mal Eichenlaub verliehen worden. Nur diese wären durch den vermeintlichen „Dönitz-Erlass“ genehmigt.
Gravierender als der eingeschränkte Gültigkeitsbereich ist der Umstand, dass eine derartige Anordnung nach Ansicht einer Reihe Experten rechtsunwirksam wäre. Manfred Dörr gab 1988 bei der Wehrmachtauskunftstelle (WASt) ein Gutachten in Auftrag, das die Rechtswirksamkeit von Verleihungen nach dem 8. Mai 1945 zum Gegenstand hatte. Darin kommt die WASt zu dem Schluss, dass eine „Dönitz-Anordnung“ keine Rechtsgrundlage besitze, weil die Auszeichnung durch eine Verordnung gestiftet worden war. Eine nur mündlich gegebene Anordnung sei allenfalls ein Befehl und als solcher an damals geltendes Recht, also die Stiftungsverordnung gebunden:
- „Bei einer Anordnung in solcher Form, kann es sich nur um einen militärischen Befehl handeln. Ein militärischer Befehl unterliegt aber geltenden Rechtsnormen, er kann kein bestehendes Recht ändern. […] Die bestehende Verordnung hätte auch nach damaligem Recht nur durch eine gleichrangige (Verordnung) oder höherrangige (Gesetz) Rechtsnorm geändert werden dürfen.“

Die Stiftungsverordnung sah jedoch keinen Pauschalentscheid, sondern eine Einzelfallprüfung vor. Nach Ansicht des Gutachters hätte Dönitz also entweder jeden Verleihungsvorschlag (VV) einzeln prüfen bzw. unterschreiben oder eine Änderungsverordnung erlassen müssen. Da dies nicht geschah, sind selbst die oben genannten dreizehn Verleihungen unwirksam.
Fellgiebel, der damalige Geschäftsführer der OdR, protestierte gegen das Gutachten und schrieb am 22. Dezember 1989 einen Brief an die WASt, in dem er die Kompetenz des Gutachters in Frage stellte:
- „… Mit welchem Recht gibt Ihre Dienststelle ein derartiges Gutachten vorbehaltlos ab? […] Ist Herr Gericke wirklich authorisiert [sic!] eine wirklich derart historisch bedeutende Beurteilung allein unterschrieben „Im Auftrag“ d. h. für Ihre Dienststelle außer Haus zu geben und damit einiges ‚auf den Kopf zu stellen‘?“[71]

Am 25. Januar 1990 beantwortete der damalige Leiter der WASt, Urs Veit, die Anfrage:
- „… möchte ich bemerken, daß Herr Gericke als Leiter des Marinereferats der Deutschen Dienststelle (WASt) kompetent und zuständig für die Erteilung solcher gutachterlicher Stellungnahmen ist.“[71]

Der „Dönitz-Erlass“ wurde von der OdR immer dann zur Anwendung gebracht, wenn eine Verleihung zwar nicht nachzuweisen war (in etlichen Fällen wurde sie sogar rechtskräftig abgelehnt!), die betreffende Person aber dennoch untergebracht werden sollte. Einem OdR-Mitglied beispielsweise, das 1985 vier Fälle zur Neuaufnahme vorschlug, obwohl deren Verleihungen amtlich nicht nachzuweisen waren, schrieb der Vorsitzende der „Ordenskommission“ der OdR, Walter-Peer Fellgiebel: „Zweifellos könnte man einige Herren ‚unter den Dönitz-Erlaß fallend‘ unterbringen“.
Fellgiebel bestimmte auf Basis des „Dönitz-Erlasses“:
- „Wenn Unterlagen im OKW/OKH PA oder gleichrangigen Dienststellen vorhanden und von allen Stellen befürwortet, aber keine echte Verleihung ausgesprochen – also Dönitz-Erlaß zur Anwendung kommen kann – führen wir den Betreffenden unter 8.5.1945. Wenn keine amtl. Vorschlagsunterlagen vorhanden, aber dennoch Einreichung durch andere Beweise bekannt oder ähnliche Umstände, dann Datum 9.5.1945, damit zumindest wir [Anm. Die OdR] unterscheiden können, was ist so gut wie echt und bei welchen Namen sind zumindest Zweifel erlaubt! […] denn am 8.5. oder auch 9.5. hat es keine echte Verleihung mehr gegeben […]“[73]

Insgesamt fehlt bei über 7300 von der OdR anerkannten Verleihungen in 200 Fällen ein offizieller Verleihungsnachweis.